# Vulpe - vânător
Vulpe - vânător este un film (dramă) realizat de Stere Gulea, în anul 1993.
Filmul Vulpe - vânător este o prelucrare a romanului Laureatei Premiului Nobel pentru Literatură din 2009, Herta Müller, Încă de pe atunci Vulpea era Vânătorul (în limba germană: Der Fuchs war damals schon der Jäger). Evenimentele prezentate în film sunt premergătoare revoltei timișorenilor din decembrie 1989. Irina, o tânără profesoară, fire neconformistă și independentă, intră în atenția organelor Securității statului comunist român, care, în scopul de a o intimida, folosește un întreg arsenal de presiuni psihologice. Însă, euforia provocată eroinei de căderea cuplului dictatorial al Ceaușeștilor este, din păcate, de scurtă durată: Irina descoperă foarte curând că nu a scăpat de urmăritori...

## Distribuția filmului
- Oana Pellea, Irina
- Vasile Iusan
- Dan Condurache
- George Alexandru
- Mara Grigore
- Dorel Vișan
- Claudiu Istodor
- Cătălina Mustață
- Marian Râlea
- Adrian Titieni

În film apare cantautorul Valeriu Sterian, care interpretează piesa „Chip fără chip”.